# Риковичівська сільська рада
Риковичівська сільська рада — орган місцевого самоврядування у Іваничівському районі Волинської області з адміністративним центром у с. Риковичі.

## Населені пункти
Сільській раді підпорядковані населені пункти:
- с. Риковичі

## Населення
Згідно з переписом УРСР 1989 року чисельність наявного населення сільської ради становила 1649 осіб, з яких 757 чоловіків та 892 жінки.
За переписом населення України 2001 року в сільській раді мешкали 1024 особи.

### Мова
Розподіл населення за рідною мовою за даними перепису 2001 року:
| Мова       | Відсоток |
| ---------- | -------- |
| українська | 99,51 %  |
| російська  | 0,39 %   |
| білоруська | 0,10 %   |

## Склад ради
Рада складається з 16 депутатів та голови.

## Керівний склад сільської ради
| ПІБ                        | Основні відомості                                                                | Дата обрання | Дата звільнення |
| -------------------------- | -------------------------------------------------------------------------------- | ------------ | --------------- |
| Гамота Антоніна Василівна  | Сільський голова, 1958 року народження, освіта, член Української Народної Партії | 26.03.2006   | 31.10.2010      |
| Сапожнік Андрій Степанович | Сільський голова, 1982 року народження, освіта вища                              | 31.10.2010   |                 |

Примітка: таблиця складена за даними джерела